# Myrmeciinae
Myrmeciinae es una subfamilia de hormigas perteneciente a la familia Formicidae que estaba extendida por todo el mundo, pero se limita ahora a Australia y Nueva Caledonia. La subfamilia Myrmeciinae anteriormente estaba compuesto de un solo género, Myrmecia, sin embargo, la subfamilia fue redescrita por Ward y Brady en 2003 para incluir dos tribus y cuatro géneros. Esta familia es una de las subfamilias de hormigas que poseen "gamergates", hembras de obreras capaces de aparearse y reproducirse; por lo tanto pueden mantener la colonia después de la pérdida de la reina.

## Tribus y géneros
- Myrmeciini
  - Myrmecia

Prionomyrmecini
- †Archimyrmex
- Nothomyrmecia
- †Prionomyrmex